# Christel Dewynter
Christel Dewynter (* 28. Januar 1972 in Étampes, Frankreich) ist eine französische Filmeditorin.

## Leben
Christel Dewynter wurde bis 1999 an der Pariser Filmhochschule La Fémis zur Filmeditorin ausgebildet. Danach war sie bis 2004 als Schnitt-Assistentin tätig. Seit 2007 arbeitet sie vermehrt für die Regisseurin Sylvie Verheyde. Für die Komödie Hippokrates und ich des Regisseurs Thomas Lilti wurde sie 2015 für den César für den besten Schnitt nominiert.

## Filmografie (Auswahl)
- 2004: Souli
- 2008: Stella
- 2009: Staten Island
- 2009: Montparnasse
- 2010: Quartett D’Amour – Liebe, wen du willst (Happy Few)
- 2012: Confession (Confession d’un enfant du siècle)
- 2014: Zu Ende ist alles erst am Schluss (Les Souvenirs)
- 2015: Nur Fliegen ist schöner (Comme un avion)
- 2015: Hippokrates und ich (Hippocrate)
- 2016: Der Landarzt von Chaussy (Médecin de campagne)
- 2017: Eine bretonische Liebe (Ôtez-moi d’un doute)
- 2017: Gaspard fährt zur Hochzeit (Gaspard va au Mariage)
- 2019: Alice oder Die Bescheidenheit (Alice et le maire)
- 2020: Der doppelte Alfred (Les 2 Alfred)
- 2021: Madame Claude
- 2021: Im Herzen jung (Les Jeunes amants)
- 2022: Le Parfum vert
- 2022: Mädchen gegen Jungs (La cour)
- 2024: Was uns verbindet (L'attachement)